# RealVideo
RealVideo er en samling af proprietære filformater, der især anvendes til at streame video over internettet.